# Sadrudin Kunavi
Abul-ma'ali Sadrudin Muhamed ibn Ishak Kunavi (arapski: صدر الدين قونوي) je rođen 1207. a umro 1274. godine. Bio je jedan od učenika Ibn Arabija.

## Život
Nijedan od Ibn Arabijevih učenika nije mogao biti onoliko blizak velikom učitelju koliko je bio Abul-ma'ali Sadrudin Muhamed ibn Ishak Kunavi. Ibn Arabi je, praktično, podigao Kunavija koji mu je bio pastorak. Osim toga, Kunavi je sam dospeo do najuzvišenijih stepena gnostičkog samopročišćenja i, otuda, dobio nedostižan značaj kao izvanredan komentator Ibn Arabijevih učenja.

## Dela
Kunavi u svojoj knjizi an-Nafahat al-ilahijja ističe da poseduje „epifaniju Biti” koju Ibn Arabi karakteriše kao cilj nad kojim nema drugog cilja za stvorenja i kao stepen iznad koga se niko ne može uzneti. Kunavi objašnjava da je tu intuitivnu moć dobio od svog učitelja u snu, koji opisuje sledećim rečima: „Zatim dodjoh, približih mu se, poljubih mu ruku i rekoh: "Ostala mi je još jedna potreba koju tražim". On reče: "Pitaj!" Rekoh: "Želim da u sebi ostvarim kvalitet tvog otkrovenja epifanije bitne, stalne i večne". A mislio sam da dobijem njegovu intuitivnu moć sagledanja bitne epifanije nakon koje nema više nijednog zastora i iznad koje nema više zastaništa za savršene putnike. On mi reče: "Dobro", i udovolji mi zahtevu. Pa onda kaza: "Ovo je dar za tebe iako znaš da sam ja imao mnogo učenika i sledbenika, posebno moga Sa'dudina. Međutim, nikom od njih nije bilo moguće da dospe do ovoga što si tražio".”
Kunavijeva dela su sasvim originalna u svetlu intuitivne moći njegovoga besprekornog gnostičkog autoriteta. On nikako ne praktikuje to da sabira i navodi izreke drugih gnostika. Njegova osnovna namera bila je to da u okviru utemeljenog racionalnog sistema prezentuje briljantnu intuitivnu baštinu svog učitelja. Kunavi je to izuzetno uspešno i učinio. Njegove knjige i poslanice karakteristične su po čvrstim filozofskim okvirima koje je Kunavi maestralno postavio jer je inače islamsku filozofiju godinama studirao i odlično poznavao. U stvari, Kunavijeva dela predstavljaju jedini originalan izvor ispravnog tumačenja Ibn Arabijevih učenja. Drugim rečima, Ibn Arabijeva gnostička ontologija kao sistematizovana naučna disciplina upotpunjena je upravo u spisima Sadrudina Kunavija. Kunavi je doktrinarnu gnozu predstavio u vidu samostalne discipline i jasno odredio šta je predmet te nauke, šta su njeni saznajni principi, o čemu ona raspravlja i šta je merilo istinitosti njenih sudova. On je na taj način napravio istorijski iskorak ka uspostavljanju udubljujućeg i konstruktivnog dijaloga između gnoze i filozofije, koji će kumulirati u sledećim vekovima.
Kunavi je za sobom ostavio mnoga izuzetno dragocena dela. Naravno, ona se nipošto ne mogu lako razumeti, s obzirom na to da je Kunavi uglavnom poznat po neizmerno teškom stilu pisanja. S druge strane, u Kunavijevim spisima još uvek nisu ustanovljeni termini doktrinarne gnoze koji bi uvek imali isto značenje. Kod njega, jedan termin može da ukazuje na nekoliko različitih stepena ontološke realnosti, što dodatno otežava ispravno razumevanje njegovih izvornih objašnjenja.
Njegova najznačajnija i najpreglednija knjiga nesumnjivo jeste Miftah al-gajb, koja je objavljena zajedno sa komentarima slavnog Muhameda ibn Hamze Fanarija pod nazivom Misbah al-uns. Kunavi u ovoj knjizi sledi jasnu logičko-filozofsku strukturu predstavljanja jedne naučne discipline. Ne osvrćući se na marginalna pitanja, on kratko izlaže celokupan sistem studija doktrinarne gnoze, u okvirima Ibn Arabijeve škole. Otuda, on upravo u ovoj knjizi pojašnjava osnovne elemente doktrinarne gnoze kao samostalne nauke, tačnije njenu metodologiju, svrhu, predmet, studije i njene saznajne principe. Miftah al-gajb takođe je značajan zbog izvrsne Kunavijeve studije o gnostičkoj prirodi „savršenog čoveka” (al-insan al-kamil), u poslednjem delu knjige.
Kunavi je napisao dve knjige sa ciljem da olakša razumevanje komplikovanog teksta Ibn Arabijevog Fususa. Jednu je nazvao Risala an-Nusus i u njoj, u okviru dvadeset i dva poglavlja, izabrao i predstavio najvažnije studije doktrinarne gnoze. Raspored rasprava u ovom delu nije na nivou spomenute knjige Miftah al-gajb. No, i pored toga, an-Nusus je karakterističan po svom originalnom sadržaju koji ilustruje najdublja gnostička učenja, razotkrivena snagom najuzvišenijih Kunavijevih intuicija. Njegovo sledeće delo, koje je nesumnjivo nužno za obuhvatno razumevanje fundamentalnih smernica različitih poglavlja Ibn Arabijevog Fususa, nosi naslov Fukuk. Kunavi u toj knjizi razotkriva osnovnu poruku i značenje dvadeset i sedam naslova Fususovih poglavlja. Te osnovne poruke predstavljaju, zapravo, skrivenu nit koja primarno povezuje srž Ibn Arabijevih različitih učenja u okviru svakog poglavlja Fususa.
Neke briljantne rezultate svojih višnjih otkrovenja iz različitih perioda života Kunavi je napisao u svojoj knjizi an-Nafahat al-ilahijja. On je takođe sabrao, u knjizi al-Murasalat, pisma koja su razmenili on i Hadže Nasirudin Tusi, a koja sadrže izvanredne analize o odnosu između gnoze i filozofije, odnosno intuicije i razuma u islamu.
Dve uticajne Kunavijeve knjige su: Šarh al-hadis i I'džaz al-Bajan, u kojima on iznosi vredna gnostička tumačenja islamskih predanja i kur'anskih poruka. Kunavi ovde želi da prikaže kako izvorna islamska učenja otkrivaju potpuno iste realnosti kao i intuitivna saznanja gnostika. Ova dva dela nisu potpuno uređena prema kriterijumima logičko-filozofskih knjiga.

## Kunavijevi učenici
Kunavijeva predavanja su bila izuzetno posećena. Njegovi brojni učenici kasnije su imali ključnu ulogu u afirmaciji i širenju Ibn Arabijevog učenja. Potrebno je posebno istaći markantne gnostike, kao što su:
- Fahrudin Iraki (umro 1289);
- Afifudin Tilimsani (umro 1291);
- Muajidudin Džandi (umro 1291);
- Saidudin Fargani (umro 1300).[1]

Mnogi Kunavijevi učenici sledili su druge učitelje u svom praktičnom životu. Takvi su, primera radi, bili Iraki i Fargani.
Kunavi je ostvario toliko briljantne uspehe na polju osamostaljenja doktrinarne gnoze kao intuitivne naučne discipline da su se njemu priklanjali sledbenici različitih sufijskih redova iz onog vremena. Svi oni su želeli da čuju i nauče zadivljujuće doktrine koje zastupa Kunavi.

## Literatura
- Halilović, T., Halilović, S. i Halilović, M. (2014), Kratka istorija islamske filozofije, Beograd, Centar za religijske nauke „Kom”, стр. 159—162.